# Gerhard Lang
 (avril 2024).
La mise en forme du texte ne suit pas les recommandations de Wikipédia : il faut le « wikifier ».
Les points d'amélioration suivants sont les cas les plus fréquents. Le détail des points à revoir est peut-être précisé sur la page de discussion.
- Les titres sont pré-formatés par le logiciel. Ils ne sont ni en capitales, ni en gras.
- Le texte ne doit pas être écrit en capitales (les noms de famille non plus), ni en gras, ni en italique, ni en « petit »…
- Le gras n'est utilisé que pour surligner le titre de l'article dans l'introduction, une seule fois.
- L'italique est rarement utilisé : mots en langue étrangère, titres d'œuvres, noms de bateaux, etc.
- Les citations ne sont pas en italique mais en corps de texte normal. Elles sont entourées par des guillemets français : « et ».
- Les listes à puces sont à éviter, des paragraphes rédigés étant largement préférés. Les tableaux sont à réserver à la présentation de données structurées (résultats, etc.).
- Les appels de note de bas de page (petits chiffres en exposant, introduits par l'outil «  Source ») sont à placer entre la fin de phrase et le point final[comme ça].
- Les liens internes (vers d'autres articles de Wikipédia) sont à choisir avec parcimonie. Créez des liens vers des articles approfondissant le sujet. Les termes génériques sans rapport avec le sujet sont à éviter, ainsi que les répétitions de liens vers un même terme.
- Les liens externes sont à placer uniquement dans une section « Liens externes », à la fin de l'article. Ces liens sont à choisir avec parcimonie suivant les règles définies. Si un lien sert de source à l'article, son insertion dans le texte est à faire par les notes de bas de page.
- La présentation des références doit suivre les conventions bibliographiques. Il est recommandé d'utiliser les modèles {{Ouvrage}}, {{Chapitre}}, {{Article}}, {{Lien web}} et/ou {{Bibliographie}}. Le mode d'édition visuel peut mettre en forme automatiquement les références.
- Insérer une infobox (cadre d'informations à droite) n'est pas obligatoire pour parachever la mise en page.

Pour une aide détaillée, merci de consulter Aide:Wikification.
Si vous pensez que ces points ont été résolus, vous pouvez retirer ce bandeau et améliorer la mise en forme d'un autre article.
Pour les articles homonymes, voir Lang.
Gerhard Lang, né le 21 octobre 1924 à Ravensburg et mort le 19 juin 2016 à Biberach an der Riss, était un botaniste allemand, spécialisé dans l'écologie végétale, la géobotanique et l'histoire de la végétation du Quaternaire.

## Vie personnelle et carrière académique
Pendant ses années de lycée à Ravensburg, Lang fut un des élèves de Karl Bertsch. Il commença ses études en botanique et zoologie, avec des mineures en chimie et physique, à l'Université de Fribourg-en-Brisgau en 1946, puis changea pour l'Université de Göttingen où il obtint son doctorat en biologie en 1952 pour son étude sur l'histoire de la végétation et de la flore du sud-ouest de l'Allemagne à la fin de la dernière glaciation, sous la supervision de Franz Firbas. Entre 1952 et 1975, Lang travailla aux Landessammlungen für Naturkunde (aujourd'hui Staatliches Museum für Naturkunde) à Karlsruhe en tant que conservateur et directeur adjoint du musée. En 1962, Lang devint chargé de cours en géobotanique à l'Université de Karlsruhe et en 1966, il présenta son mémoire d'habilitation sur la végétation macrophytique du lac de Constance. L'Université de Karlsruhe le nomma professeur à l'Institut de Botanique en 1972. En 1975, il fut nommé professeur titulaire et directeur de l'Institut de Systématique et de Géobotanique et du Jardin Botanique de Berne, Université de Berne, en Suisse, succédant à Max Welten. En 1989, après la retraite de Lang et son statut de professeur émérite, il retourna dans le sud de l'Allemagne, la région où il avait grandi.

## Voyages de recherche et visites d'études
Lang voyagea beaucoup dans le cadre de ses recherches et activités botaniques, notamment avec des visites au Massif Central français en 1956 ; à l'École de Botanique de Cambridge, UK en 1959 ; dans les Alpes australiennes et à l'Université Nationale Australienne à Canberra en 1965 ; en Sibérie en 1971 ; en Arménie en 1975 ; dans l'ouest du Canada et des États-Unis en 1978 ; en Australie tropicale et centrale en 1981 ; et en Argentine en 1983.

## Recherches
Pendant son temps à Karlsruhe, les recherches de Lang se concentrèrent sur la cartographie de la végétation à l'échelle 1:25 000 basée sur les relevés phytosociologiques classiques de la plaine du Rhin supérieur, de la Forêt-Noire et de la région du lac de Constance, ainsi que sur l'étude des dépôts lacustres et tourbeux en ce qui concerne l'histoire de la végétation du sud-ouest de l'Allemagne. Pendant son séjour à Berne, ses recherches portèrent sur la région alpine, avec une attention particulière à l'étude des processus dynamiques de la végétation et des changements climatiques dans le passé, ainsi qu'au développement d'approches multi-proxies en paléoécologie. Il introduisit de nouveaux équipements et méthodologies, en particulier en ce qui concerne le carottage subaquatique depuis un radeau permettant l'échantillonnage des sédiments au centre des lacs, ce qui fournit de nouvelles perspectives sur les reconstitutions locales et régionales des conditions environnementales passées. En conséquence, ses recherches sur l'écologie et l'histoire de la végétation firent la transition vers la paléoécologie multi-proxies moderne. Après sa retraite, Lang publia un ouvrage majeur sur l'histoire de la végétation quaternaire en Europe.